# Sinhalite
La sinhalite è un minerale borato di formula chimica MgAlBO4. Questo minerale fu rinvenuto per la prima volta in Sri Lanka (Ceylon all'epoca) nel 1952. Il suo nome deriva dal nome sanscrito dello Sri Lanka, ovvero Sinhala.